# 麟峯文公祠

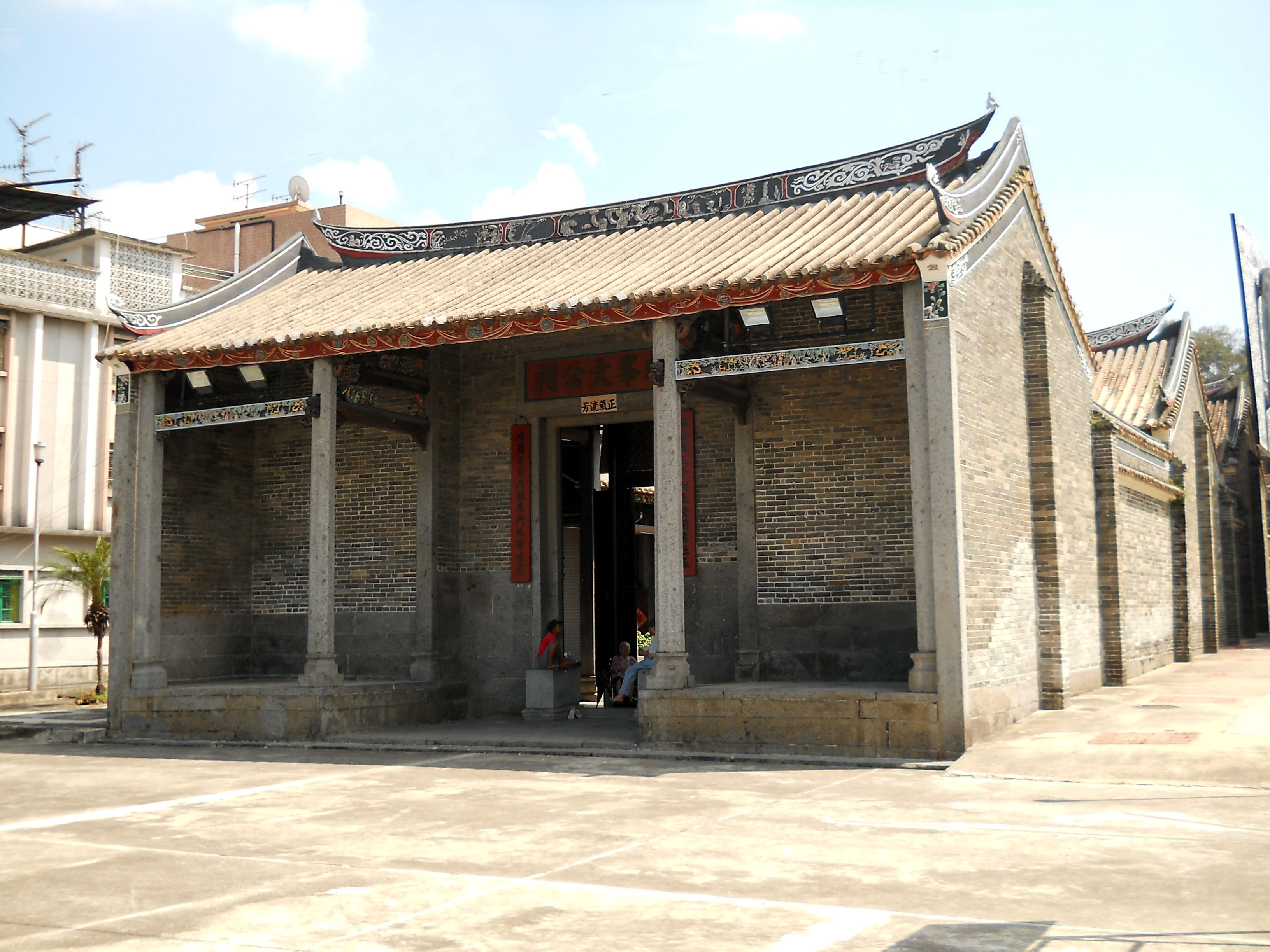
麟峯文公祠

麟峯文公祠位於香港新界新田蕃田村，是蕃田村五所文氏公祠之一，為紀念新田文氏開山祖文世歌的兒子第八世祖文佛保（號麟峯）而建，建祠的時間已不可考，估計約建於清朝嘉慶年間，至今已有200餘年的歷史。祠堂在1983年被列為法定古蹟。

## 建築
麟峯文公祠屬傳統的三進兩院式青磚建築，入口的大廳名為「吐書堂」，前進中門「吐書堂」牌匾為嘉慶丙寅年（1806年）的古物，由當時有「嶺南第一才子」之稱的宋湘所題，中廳供奉八排超過二佰位歷代文氏祖先的神位，牆上掛有欽點文廷式榜眼及第牌匾，而後廳則設有廂房，三個廳堂中間設有兩個庭園。正門前的台基和門框均由花崗石條砌成，屋脊呈船形，設有精緻的脊飾，斗拱上有取材於民間故事栩栩如生的精緻人物雕刻。

## 重修
在文佛常祖司理熱心支持下，1983年3月4日麟峯文公祠正式列為法定古蹟。首次修復費用由香港賽馬會資助，工程在1987年完成。其後於1995年再次修葺，全部工程費用由香港政府撥款資助。

## 用途
宗祠曾用以作為更練的總部及教育村中弟子的地方。直到現在祭祖、節日慶典及父老聚會等傳統用途仍然在宗祠內舉行，延續新界固有的傳統。

## 外部連結
- 古物古蹟辦事處：麟峯文公祠（页面存档备份，存于）
- 元朗新田麟峯文公祠（页面存档备份，存于）